# Marius Jacob
Marius Jacob, vlastním jménem Alexandre Jacob (29. září 1879 Marseille – 28. srpna 1954 Reuilly) byl francouzský anarchista, vězněný za rozsáhlou majetkovou trestnou činnost.

## Životopis
Pocházel z chudých poměrů a od dětství pracoval jako plavčík u obchodního námořnictva. Dostal se až do Austrálie, kde dezertoval a skončil na pirátské lodi Augusta. Do Marseille se vrátil s podlomeným zdravím a pracoval jako typograf a lékárník, byl nakrátko vězněn pro anarchistickou činnost. V roce 1897 založil podzemní organizaci Dělníci noci, která opatřovala loupežemi a finančními podvody prostředky pro anarchistické hnutí. Přisuzuje se mu 106 trestných činů; proslul odvážnými triky, v nichž před násilím dával přednost vtipnému nápadu a odvaze. Svoje počínání hájil tím, že nesleduje osobní obohacení, ale spravedlivější rozdělení bohatství ve společnosti. V roce 1903 byl v Abbeville zatčen a roku 1905 odsouzen k doživotnímu vyhnanství na Ďábelském ostrově. Sedmnáctkrát se neúspěšně pokusil o útěk, v roce 1928 byl propuštěn a vrátil se do Francie, kde dožil v ústraní. Ve věku 74 let spáchal sebevraždu požitím morfia.
Jacob inspiroval postavu sympatického a duchaplného zločince Arsène Lupina v románech Maurice Leblanca, Jules Dassin natočil podle jeho osudů v roce 1955 film Rififi s Jeanem Servaisem v hlavní roli.